# Rinorea dasyadena
Rinorea dasyadena és una espècie d'arbust que pertany a la família de les Violaceae. Va ser descrit per André Robyns el 1967.

## Descripció
Rinorea dasyadena és un arbust de 2 a 10 m d'alt. Les fulles són el·líptiques d'entre 8 a 16 cm de llarg i 3 a 8 cm d'ample, acuminades a l'àpex, lleugerament obliqües a la base, domacis generalment presents, nervi principal híspid a la cara superior, escassament estrigós a la cara inferior. Les inflorescències fan entre 6 a 11 cm de llarg, amb uns pedicels entre 1 a 2 mm de llarg, articulats per dalt de la base. Les flors tenen un color blanc cremós a grogues i els seus pètals d'entre 3 a 4 mm de llarg; filaments lliures, glàndules dorsals 1/2 de la longitud dels filaments, piloses; estil d'entre 1,5 a 2 mm de llarg, òvuls 2 per carpel. La càpsula fa entre 2,5 a 3,5 cm de llarg. Les llavors fan entre 6 a 8 mm de diàmetre, piloses, no maculades. La floració i la fructificació es produeix entre desembre i agost en el seu hàbitat originari.

## Distribució
Es troba al nord i a l'oest d e Colòmbia, Panamà, Costa Rica i a Nicaragua. Aquesta espècie es troba alssotaboscos de boscos primaris, des del nivell de mar fins al bosc nebulós, 0-1000 msnm del vessant atlàntic.
Tot i que pateix una destrucció d'hàbitat per la desforestació per a crear terres de conreu en certes zones, la Llista Vermella de la UICN considera el risc d'extinció com mínim.